# Dietmar Haaf
Dietmar Haaf (né le 6 mars 1967 à Bad Cannstatt) est un athlète allemand spécialiste du saut en longueur.

## Carrière
Il remporte à l'âge de dix-neuf ans les Championnats du monde juniors 1986 avec la marque de 7,93 m. En 1989, l'Allemand se classe deuxième des Championnats du monde en salle de Budapest, derrière l'Américain Larry Myricks. Il remporte les deux finales continentales disputées en 1990, s'imposant en début de saison lors des Championnats d'Europe en salle avec 8,11 m, puis en durant l'été lors des Championnats d'Europe en plein air de Split, avec la marque de 8,25 m.
En 1991, Dietmar Haaf s'adjuge le titre de la longueur des Championnats du monde en salle de Séville, devançant avec 8,15 m le Cubain Jaime Jefferson. Auteur du meilleur saut de sa carrière à Tokyo en finale des Championnats du monde, l'Allemand termine au pied du podium derrière trois américains (Mike Powell auteur du nouveau record du monde, Carl Lewis et Larry Myricks). Il remporte son deuxième succès européen en salle en 1994 avant de mettre un terme à sa carrière d'athlète à l'issue de la saison 1997.

## Palmarès
| Date | Compétition                    | Lieu     | Place | Marque |
| ---- | ------------------------------ | -------- | ----- | ------ |
| 1986 | Championnats du monde junior   | Athènes  | 1er   | 7,93 m |
| 1986 | Championnats d'Europe          | Athènes  | 10e   |        |
| 1988 | Championnats d'Europe en salle | Budapest | 5e    | 7,79 m |
| 1989 | Championnats du monde en salle | Budapest | 2e    | 8,17 m |
| 1989 | Championnats d'Europe en salle | La Haye  | 5e    |        |
| 1990 | Championnats d'Europe en salle | Glasgow  | 1er   | 8,11 m |
| 1990 | Championnats d'Europe          | Split    | 1er   | 8,25 m |
| 1991 | Championnats du monde en salle | Séville  | 1er   | 8,15 m |
| 1991 | Championnats du monde          | Tokyo    | 4e    | 8,22 m |
| 1994 | Championnats d'Europe en salle | Paris    | 1er   | 8,15 m |